# Slag bij Thompson's Station
De Slag bij Thompson's Station vond plaats op 5 maart 1863 in Williamson County, Tennessee tijdens de Amerikaanse Burgeroorlog.
In een rustige periode na de Slag bij Stones River vertrok colonel John Coburn Franklin, Tennessee met een versterkte Noordelijke infanteriebrigade om de regio naar Columbia, Tennessee te verkennen. Op ongeveer 6 km van Spring Hill viel Coburn een Zuidelijke strijdmacht van twee regimenten aan. Zijn aanval werd afgeslagen. Daarna namen de Zuidelijken het initiatief in handen. Brigadegeneraal William Hicks Jackson voerde een frontale aanval uit terwijl de cavalerie van brigadegeneraal Nathan Bedford Forrest via de linkerflank de achterhoede aanviel. Na drie aanvallen slaagden de Zuidelijken erin om de Noordelijke stellingen en de bagagetrein te veroveren. Coburn had geen alternatief dan zich over te geven.

## Bron
- National Park Service - Thompson's Station